# Stiptijger
De stiptijger (Nephrotoma aculeata) is een tweevleugelige uit de familie langpootmuggen (Tipulidae). De soort komt voor in het Palearctisch gebied.
Het achterlijf van deze soort is geel aan de bovenkant met een donkere (bruin tot zwarte) middenstreep, rij vlekken of bandering. De strepen aan de zijkanten van de rug van het borststuk zijn recht en hebben geen apart donker vlekje aan de voorkant. Bij mannetjes ontbreekt een langwerpig, puntig uitsteeksel aan de onderkant achteraan het genitaal. Bij vrouwtjes is het uiteinde van de cerci puntig.